# أمير خسرو أفشار
أمير خسرو أفشار (من مواليد 1919، تاريخ الوفاة 1999) كان سياسياً ودبلوماسياً إيرانياً، تولى وزارة الخارجية الإيرانية من 1978 إلى 1979 في عهد الدولة البهلوية.